# Sauerkraut-Polka
Die Sauerkraut-Polka ist ein Lied des US-amerikanischen Schlagersängers Gus Backus. Das Stück ist die erste Singleauskopplung aus der gleichnamigen EP. International ist das Stück auch als Chucrut Polca bekannt.

## Entstehung und Artwork
Geschrieben wurde das Lied von den österreichischen Autoren und Komponisten Erwin Halletz, Leopold Krauss-Elka, Karl Robitschek, Peter Wehle und Hugo Wiener. Die Produktion erfolgte durch den deutschen Musikproduzenten Gerhard Mendelson. Die musikalische Begleitung erfolgte durch das Orchester Erwin Halletz, unter der Leitung von Halletz.
Auf dem Frontcover der Schallplatte ist – neben Künstlernamen, Liedtitel und dem Hinweis auf den Film Unsere tollen Tanten – das Gesicht von Backus zu sehen. Es handelt sich dabei um einen kleinen Ausschnitt, der im Zwischenraum des Buchstabens „B“, im kleingeschriebenen Nachnamen, eingearbeitet wurde. Bei dem Originalbild handelt es sich um einen Screenshot von Backus aus dem Film Unsere tollen Tanten. Dieses ist auf der Rückseite des Covers zu sehen.

## Veröffentlichung und Promotion
Die Erstveröffentlichung von der Sauerkraut-Polka erfolgte als 7″-Single im September 1961 (Katalognummer: Polydor 24 642). Das Lied erschien durch das Musiklabel Polydor, das sich zugleich für den Vertrieb zuständig zeigte. Verlegt wurde es durch den Schneider Hermann Bühnen-Musikalienverlag, als Subverlag trat Montana Edition in Erscheinung. Auf der B-Seite findet sich der Titel Alle Schotten sparen.
Im November 1961 erschien das Lied als Teil von Gus Backus’ vierter EP, die ebenfalls den Titel Sauerkraut-Polka trägt (Polydor 21 389). Es handelte sich somit nicht nur um den Titelgeber der EP, sondern war auch die erste Singleauskopplung daraus. Im gleichen Jahr erschien das Lied auch auf dem Polydor-Sampler Die Spitzenreiter 1962 (Polydor 47 014). International wurde die Sauerkraut-Polka im Jahr 1961 unter anderem in Argentinien mit der spanischsprachigen Übersetzung „Chucrut Polca“ veröffentlicht (Polydor 50 001). Für sein neuntes Studioalbum Hör’ doch auf Dein Herz, welches am 16. April 2014 erschien, nahm Backus das Lied neu auf.
Im Jahr 1961 war die Sauerkraut-Polka Teil des Soundtracks zum österreichischen Schlager- und Heimatfilm Unsere tollen Tanten von Rolf Olsen, in dem Backus einen Gastauftritt als Sänger hat. Backus singt das Lied in einer Szene, während er eine weiße Schürze und Kochmütze trägt, in der er mit Weißkohl hantiert und mit einer Band auftritt. In seiner Autobiografie Ich esse gerne Sauerkraut und tanze gerne Polka kommentierte er diese Szene mit den Worten: „Das kannst du nie deiner Mutter zeigen“. Am 31. Dezember 2008 erfolgte der Auftritt im Silvesterstadl, wo Backus ein Medley präsentierte.

## Inhalt
| „Ich esse gerne Sauerkraut und tanze gerne Polka. Und meine Braut heißt Edeltraut, sie denkt genau wie ich. Sie kocht am besten Sauerkraut und tanzt am besten Polka. Deshalb ist auch die Edeltraut die beste Braut für mich.“ – Refrain, Originalauszug | Der Liedtext zu Sauerkraut-Polka ist in deutscher Sprache verfasst. Als Alternativtitel ist bei der GEMA auch die Bezeichnung „Ich esse gerne Sauerkraut“ registriert. Die Musik wurde von Erwin Halletz komponiert, der Text von Leopold Krauss-Elka, Karl Robitschek, Peter Wehle und Hugo Wiener geschrieben. Das Tempo beträgt 119 Schläge pro Minute. Die Tonart ist Es-Dur. Musikalisch bewegt sich das Lied im Bereich des Schlagers. Inhaltlich besingt Backus in dem Lied seine Liebe zu seiner Frau „Edeltraut“ und zu „Sauerkraut“. In einem Interview mit dem Münchner Merkur im Jahr 2017 gab Backus an, das Lied aus seinem Gedächtnis gestrichen zu haben. Er sei zur damaligen Zeit kaum der deutschen Sprache mächtig gewesen, er habe den Text lediglich abgelesen und den Inhalt nicht verstanden. Aufgebaut ist das Lied auf zwei Strophen, einer Bridge und einem Refrain. Es beginnt zunächst mit dem Refrain als Einstieg. Darauf folgt die erste sechszeilige Strophe, an die sich erneut der Refrain anschließt. Der gleiche Vorgang wiederholt sich mit der zweiten Strophe. Auf den dritten Refrain folgt die Bridge, die sich lediglich aus einem sich wiederholenden „Lalala“ zusammensetzt. Nach der Bridge erfolgt zum vierten Mal der Refrain, womit das Lied auch endet. |

## Mitwirkende
| Liedproduktion - Gus Backus: Gesang - Erwin Halletz: Dirigent, Komponist - Leopold Krauss-Elka: Liedtexter - Gerhard Mendelson: Musikproduzent - Orchester Erwin Halletz: Orchester - Karl Robitschek: Liedtexter - Peter Wehle: Liedtexter - Hugo Wiener: Liedtexter | Unternehmen - Montana Edition: Subverlag - Polydor: Musiklabel, Vertrieb - Schneider Hermann Bühnen-Musikalienverlag: Verlag |

## Charts und Chartplatzierungen
Die Sauerkraut-Polka erreichte erstmals im Januar 1962 die deutschen Singlecharts. Das Lied stieg auf Rang zwei ein, was auch die höchste Chartnotierung darstellt. Die Single musste sich lediglich Tanze mit mir in den Morgen von Gerhard Wendland geschlagen geben. In den Folgemonaten platzierte sich das Lied auf den Rängen drei, vier, neun und 38, bis es schließlich mit der Monatsausgabe Juni 1962 die Charts verließ. Die Sauerkraut-Polka platzierte sich somit fünf Monatsausgaben in den deutschen Singlecharts, vier davon in den Top 10. 1962 belegte das Lied Rang zehn der deutschen Single-Jahrescharts.
Für Gus Backus als Interpreten avancierte das Lied zum achten Charthit in Deutschland sowie nach Wooden Heart (Muss i denn, muss i denn zum Städtele hinaus), Da sprach der alte Häuptling und Der Mann im Mond zum vierten Top-10-Hit. Erwin Halletz erreichte in seiner Autorentätigkeit hiermit zum sechsten Mal die deutschen Singlecharts. Es war nach Kitty Cat (Peter Kraus) und Onkel Satchmo’s Lullaby (Louis Armstrong & Gabriele) sein bis dato dritter Top-10-Erfolg. Für Peter Wehle als Autoren wurde es nach Da sprach der alte Häuptling zum zweiten Chart- und zugleich Top-10-Hit in Deutschland. Die Autoren Leopold Krauss-Elka, Karl Robitschek und Hugo Wiener erreichten in ihrer Autorentätigkeit erstmals die deutschen Charts. Für den Produzenten Gerhard Mendelson avancierte die Sauerkraut-Polka zum 19. Charthit in Deutschland sowie zum siebten Top-10-Erfolg.
| ChartsChartplatzierungen | Höchstplatzierung | Monate |
| ------------------------ | ----------------- | ------ |
| Deutschland (GfK)        | 2 (5 Mt.)         | 5      |

| ChartsJahrescharts (1962) | Platzierung |
| ------------------------- | ----------- |
| Deutschland (GfK)         | 10          |

## Coverversionen (Auswahl)
| Deutschsprachig - 1961: Die Kern-Buam (Soundtrack: Drei Liebesbriefe aus Tirol) - 1961: Jean Thomé - 1964: Eichenthaler Musikanten - 1973: Orchester Claudius Alzner (Album: Polka Cocktail) - 1987: Die Roten Rosen (Album: Never Mind The Hosen – Here’s Die Roten Rosen) - 1992: Original Tiroler Echo (Album: Wenn die Sonne vom Himmel lacht) - 1998: Nordwind (Album: Liebe, Lust & Limonade) | Instrumental - 1962: Aimable (Album: Hit Parade mit Aimable) - 1962: Dave Lee Schwedisch - 1962: Siw Malmkvist – Nattkorv och polka (Album: Music, Music, Music) |